# Иван Площаков (кмет)
Иван Площаков е български политик от Българската работническа социалдемократическа партия (обединена) (БРСДП(о)).
Роден е в Стрелча, Панагюрско, в едно от изтъкнатите местни семейства. Установява се в София, женен е за сестра на генерал Иван Русев, сътрудничи на списание „Съвременна мисъл“. Площаков е активен участник в БРСДП(о) и дълго време е общински съветник, а след Деветоюнския преврат от 1923 година оглавява седемчленната комисия, която поема управлението на Столичната община. Напуска поста на 13 юли 1924 година, при оттеглянето на социалдемократите от управляващата коалиция.